# 灰短鰕虎
灰短鰕虎（学名：Gobiodon unicolor），又名灰葉鰕虎魚，为鰕虎科葉鰕虎魚屬下的一个种。其种加词unicolor意为“单色的”。